# Ohau (Nowa Zelandia)
Ohau – miasto w Nowej Zelandii, na Wyspie Północnej, w regionie Manawatu-Wanganui.